# 蔣杰
蔣杰（1561年—1643年），字美若，号象岩，别号石门居士，晚号三素痴人。贵州盤縣人，明朝政治人物、進士出身。

## 生平
萬歷十六年戊子科舉人，十七年（1589年）己丑科進士，二甲五十七名，授户部主事，官郎中。后官廣東南雄府知府、廣東副使。著有《十七史摘要》。